# Ley de sodomía de 1533
Buggery Act es el nombre con el que se conoce a la ley del parlamento, Enrique VIII c. 6 de 1533. Fue una ley de sodomía que entró en vigor en Inglaterra en 1534 durante el reinado de Enrique VIII, siendo la primera legislación gubernamental contra la homosexualidad en el país, ya que anteriormente había sido perseguida solo por los tribunales eclesiásticos, y fue la primera ley de sodomía promulgada en un país germánico que no se basaba en la Ius Commune.
La ley definía el delito, buggery, como cualquier acto sexual "antinatural contra la voluntad de Dios y el hombre". Posteriormente los tribunales lo reformaron para incluir solamente el sexo anal y el bestialismo.

## Historia
La Buggery Act fue promulgada por la iniciativa parlamentaria de Thomas Cromwell. La ley establecía la pena de muerte por ahorcamiento, y no se levantó este castigo hasta 1861, cuando casi todos los estados europeos habían ya retirado la pena de muerte para los delitos de sodomía. Además se establecía la incautación de los bienes del ajusticiado.

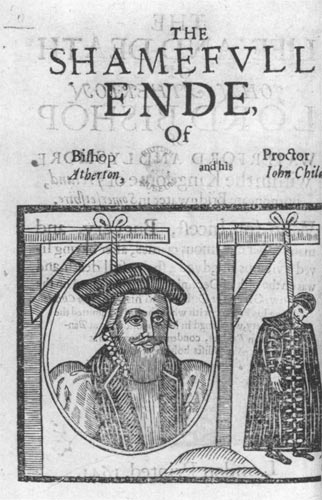
Obispo John Atherton, ejecutado por sodomía junto con su amante John Childe en 1641.

Aunque se ha sugerido que la ley fue introducida como una medida contra el clero durante la separación de la Iglesia de Inglaterra y Roma (1534), no hay pruebas que demuestren esta hipótesis y de hecho la tramitación se produjo antes de la separación. La misma ley se limita a indicar que "no había suficiente castigo" para dichos actos.
En julio de 1540 se ejecutó a la primera persona condenada por esta ley, y por traición, Walter Hungerford, primer barón Hungerford de Heytesbury, aunque probablemente fue el cargo de traición el que le costó la pena de muerte. El primero en ser condenado únicamente por esta ley fue Nicholas Udall en 1541, un clérigo, dramaturgo y director del colegio Eton; aunque esta vez la sentencia fue conmutada por una pena de prisión y se le soltó antes de un año.
La ley inicialmente establecía un periodo de aplicación transitorio que se renovó tres veces y sólo en 1541 se convirtió en permanente. En las siguientes décadas este delito fue entrando en la mentalidad y las costumbres, y las condenas empezaron a contarse por decenas.
Sin embargo la ley fue derogada en 1547, bajo el reinado de Eduardo VI, y la reincorporó reformada a la legislación en 1548, de forma que los bienes de reo no fueran confiscados y pudieran pasar a sus herederos.
La reina María Tudor abolió toda la legislación de su predecesor, ésta incluida, en 1553. Pero Isabel I restableció en 1563 la ley de su padre (5 Eliz I. c.17), en su versión de 1533, convirtiéndose entonces en definitiva.
La Buggery law fue una ley muy influyente en el mundo, ya que el Reino Unido la llevó a sus colonias con el resto del derecho anglosajón, siendo el medio por el cual se introdujeron las leyes de sodomía en muchos países de América, África, Asia y Oceanía. Es la base de legislaciones que siguen en vigor en la actualidad en muchos de ellos.
En Inglaterra no se conocen muchas ejecuciones a causa de esta ley en los dos siglos que estuvo vigente. En el periodo comprendido entre 1800 y 1835 fueron condenadas y ejecutadas 58 personas, 48 por homosexualidad y 10 por bestialismo. Las últimas ejecuciónes tuvieron lugar en noviembre de 1835.
En 1828 la ley sufrió una pequeña modificación para hacer más fácil su aplicación al cambiar el tipo de pruebas que eran necesarias para la condena.
La ley fue reemplazada en Reino Unido en 1861 por la Offences Against the Person Act 1861 (ley de delitos contra las personas) y en India por la Criminal Law (India) Act 1828. En estas legislaciones la sodomía continuaba siendo un delito, aunque se sustituía la pena de muerte y la incautación de todos los bienes por un amplio rango de condenas que iba desde multas a penas de prisión, que podían llegar a la cadena perpetua. 
Las leyes que penalizaban la homosexualidad siguieron vigentes en Inglaterra hasta 1967, en Escocia hasta 1980 y en Irlanda del Norte en 1982, cuando fueron definitivamente derogadas.